# 河桁御河邊神社

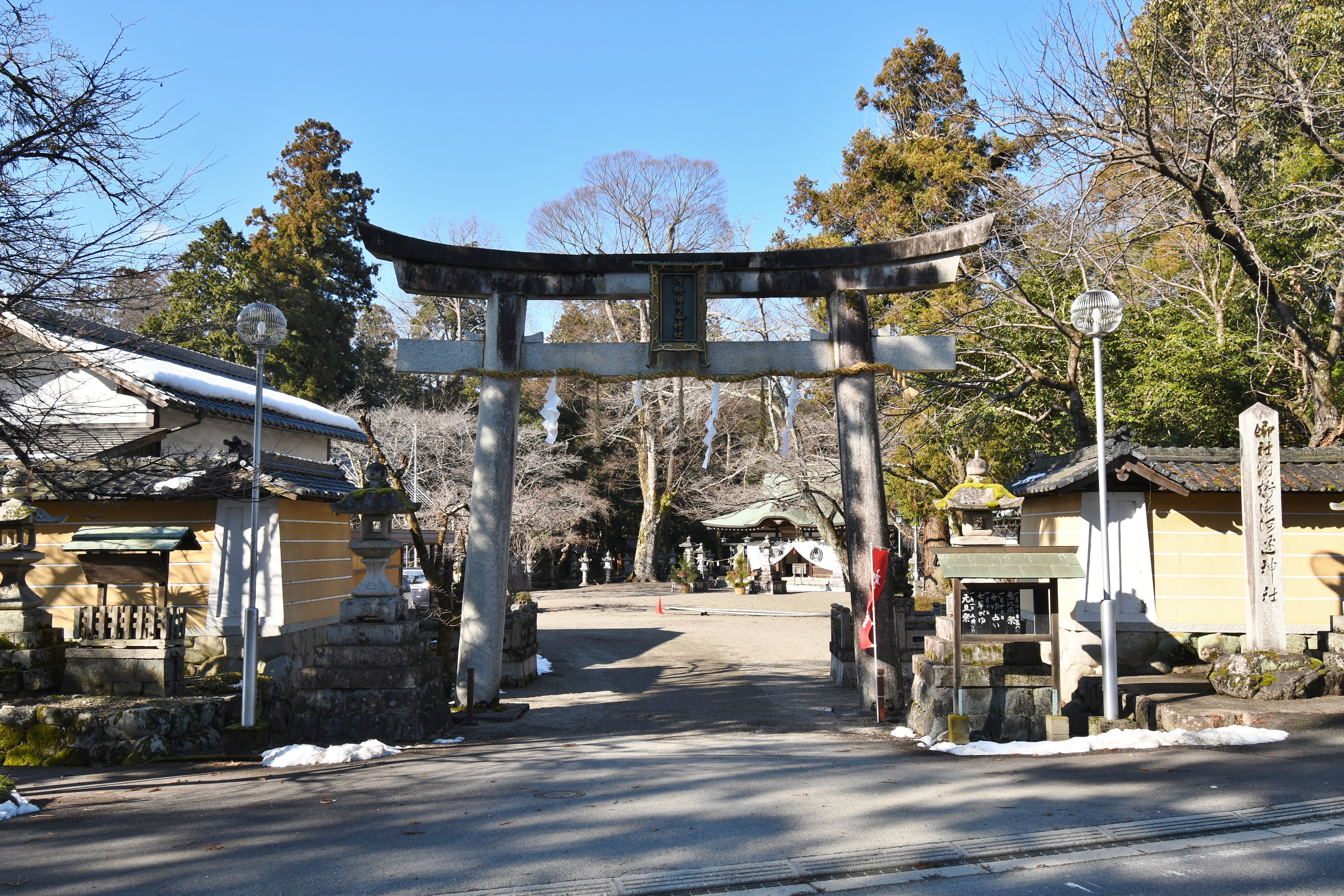
鳥居

河桁御河邊神社（かわけたみかべじんじゃ）は、滋賀県東近江市神田町（）にある神社。式内社論社で、旧社格は郷社。神紋は抱澤潟。

## 祭神
- 天湯河桁命
- 瀬織津姫神
- 稲倉魂命

## 歴史
社伝によれば、宣化天皇4年、当地の豪族玉祖宿禰磯戸彦連が勧請したという。延喜式式内社「川桁神社」の論社である。往古より「三川辺大明神」と呼ばれていた。現在の社殿は、慶長15年（1610年）に田中吉久により再建されたといい、棟札に「江州神埼郡柿御園三河辺正一位大明神」と記されている。明治初年、現在の社名に改められ、明治14年（1881年）に郷社に加列した。

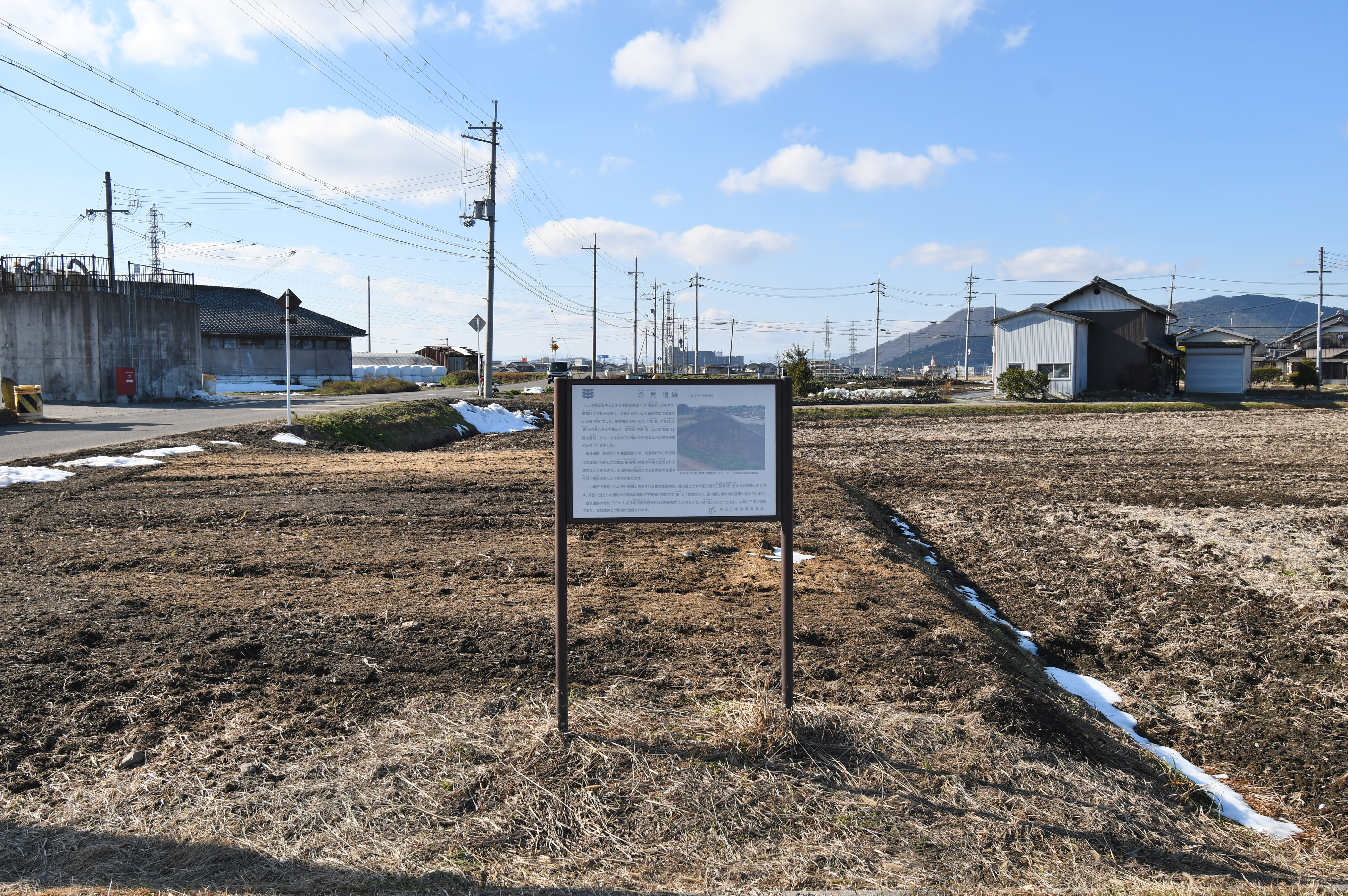
金貝遺跡

平成20年（2008年）、近くの金貝遺跡より平安前期の三間社流造の神社本殿跡と思われる掘立柱の遺構が検出されており、当社との関係を推測する説がある。

## 境内

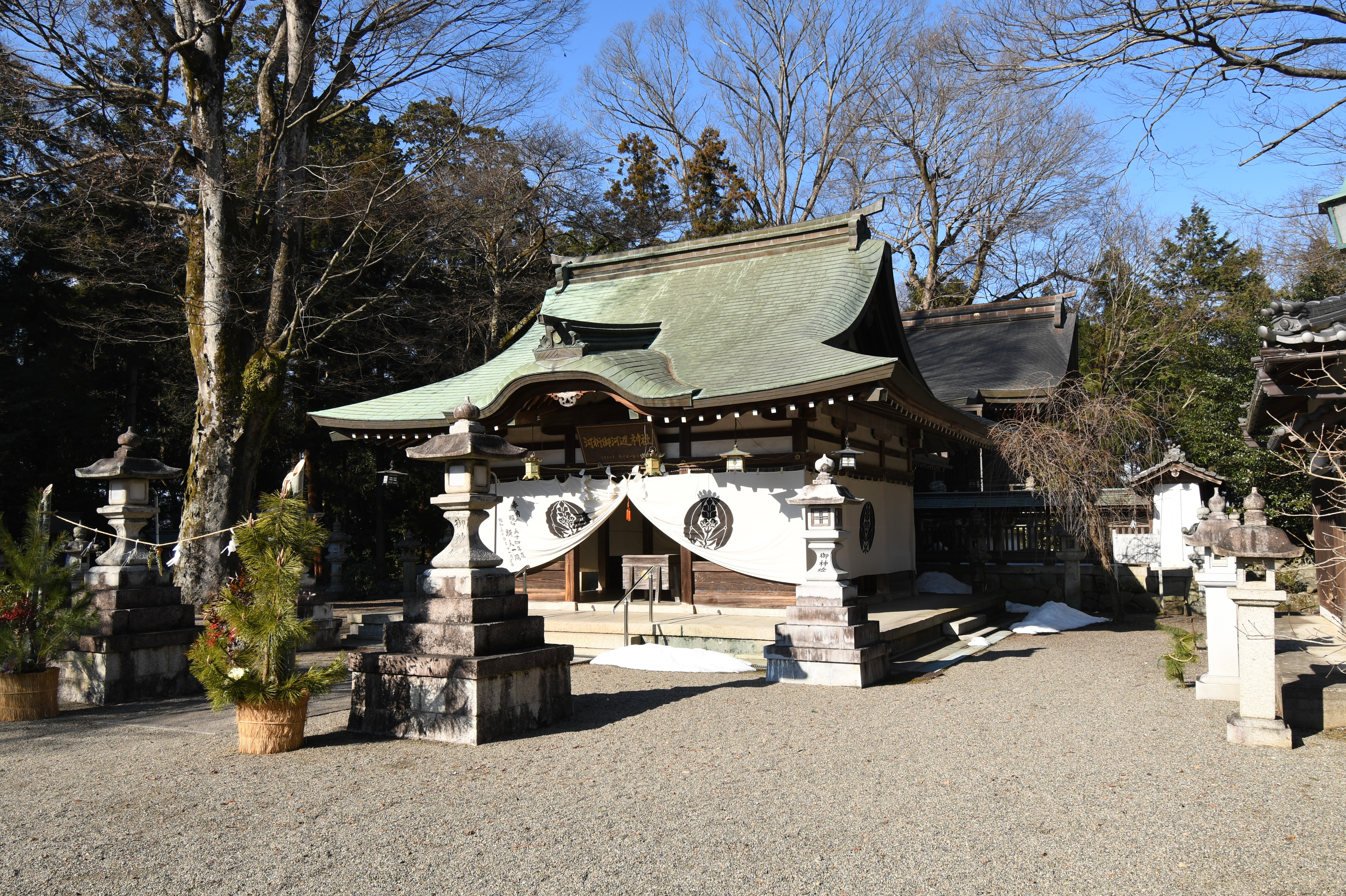
社殿
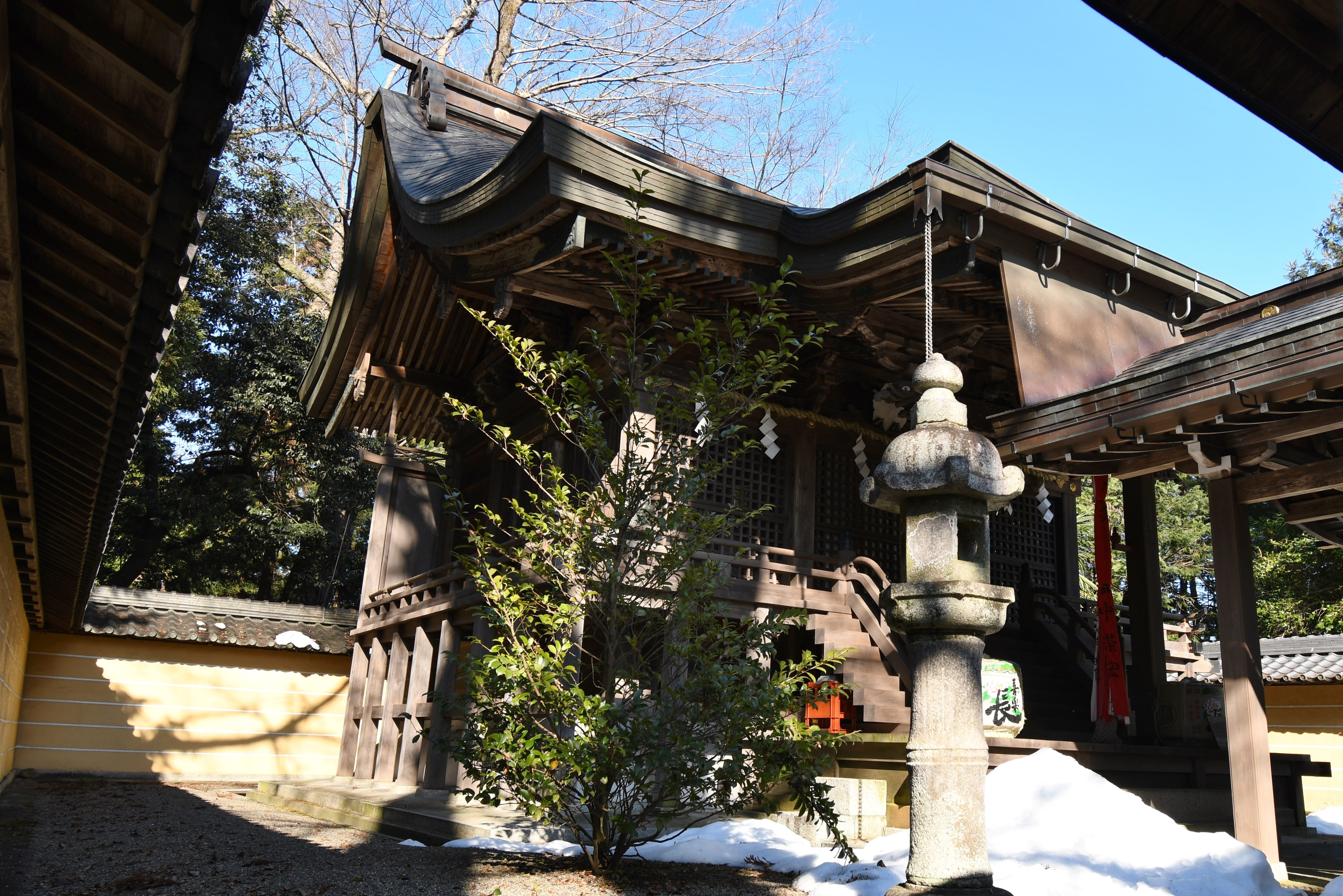
本殿
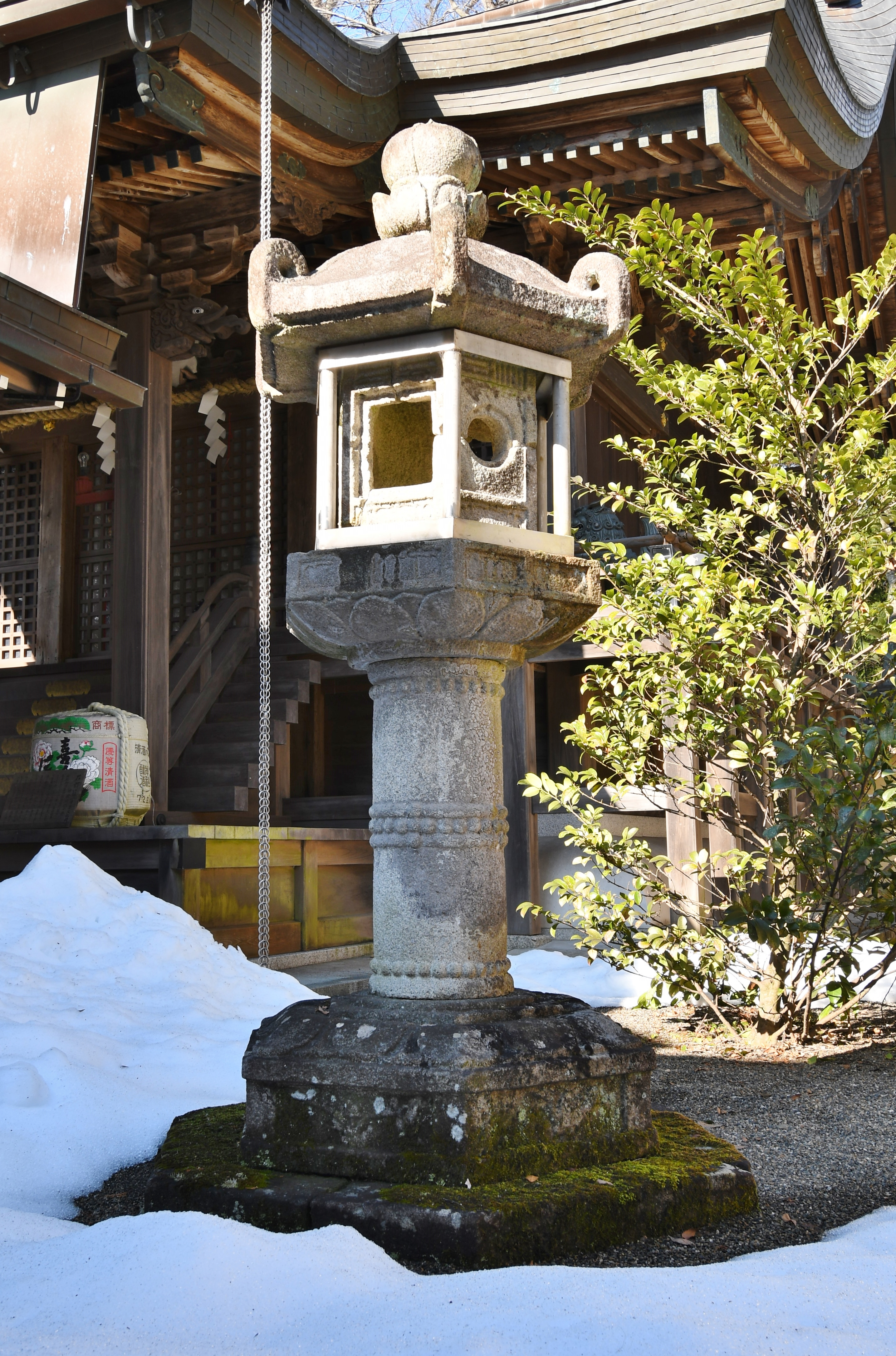
石燈籠（国の重要文化財）

## 摂末社

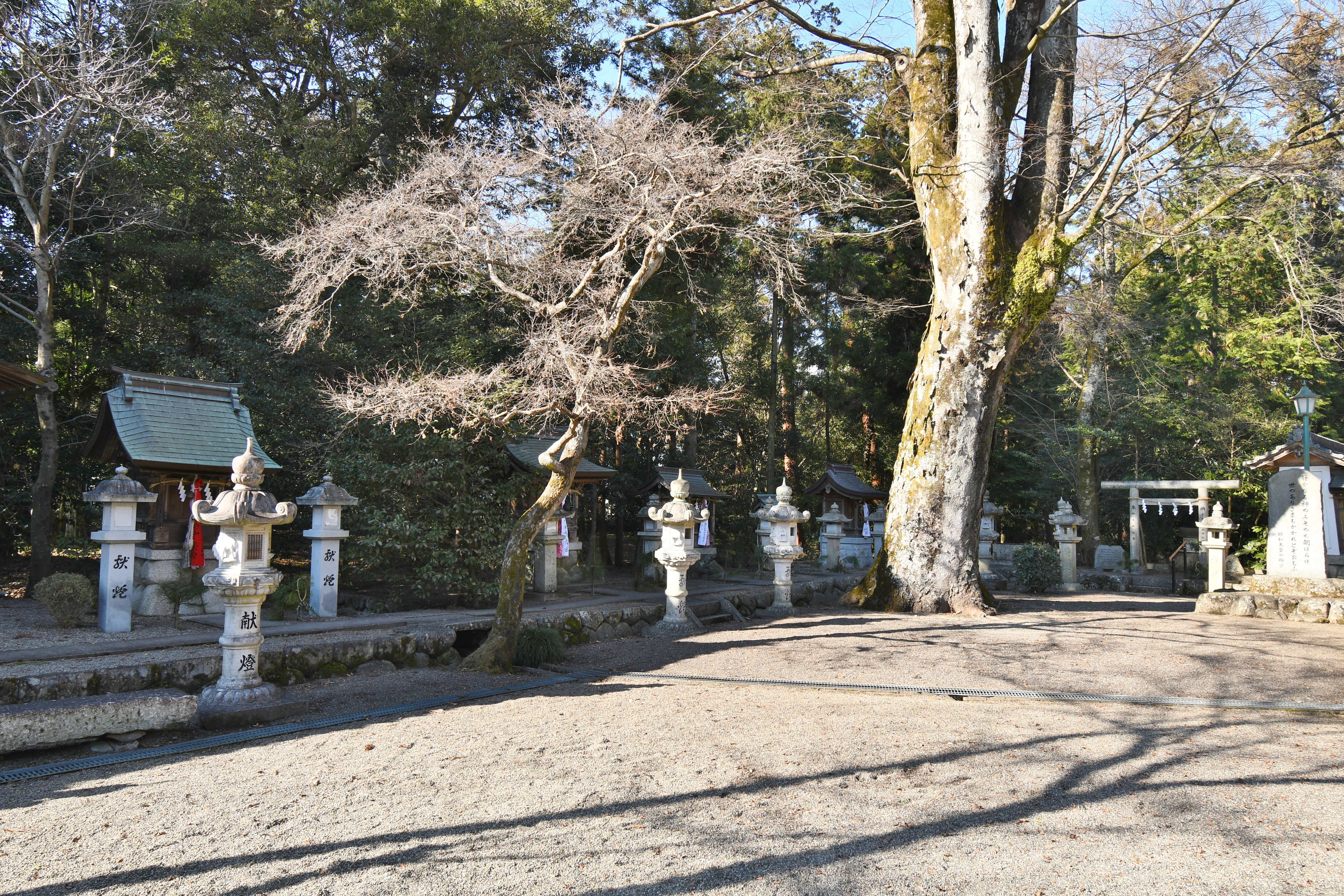
境内社

- 大神宮
- 竈處神社
- 日吉神社
- 籠守神社
- 恵美須神社

## 祭事
- 例祭 - 3月第3日曜日

## 文化財

### 重要文化財（国指定）
- 石燈籠（工芸品） - 火袋に「延慶二二年辛亥 卯月十八日」の銘がある。鎌倉時代後期、延慶4年（1311年）の作。1962年（昭和37年）2月2日指定[2]。

## 交通アクセス
- 近江鉄道本線（湖東近江路線、水口・蒲生野線）・近江鉄道八日市線（万葉あかね線）八日市駅よりちょこっとバスで御河辺神社前停留所下車、徒歩すぐ。